# 日米関係史
日米関係史（にちべいかんけいし　英：Japanese-American  historical relations）では、日本とアメリカ合衆国の二国間関係の歴史について述べる。時間軸としては1853年以後となる。
両国は、アメリカの領土の拡大とフロンティア消滅以後、時に強圧的に、時に協力的に歩み現在に至る。

## ペリーが来る前
日本とアメリカの外交関係は、1854年の日米和親条約を持って開始されるが、それ以前にも両国の接触はあった。
- 1791年（寛政3年）、米国の冒険商人ジョン・ケンドリックが2隻の船と共に紀伊大島に到着、11日間滞在する。日本を訪れた最初の米国人で、生皮の交易を求めたが拒否された。現在、和歌山県串本町の紀伊大島にはこれを記念した日米修交記念館がある。

- 1797年（寛政9年）にオランダ東インド会社とバタヴィアで傭船契約を結んだアメリカの船の多くは、セイラムから日本に向けて出航した。そして、1799年にオランダ東インド会社が解散してもなお、日米貿易は1808年(文化6年)まで続いた。ただし、その日米貿易は日本とオランダ商館との関係に配慮した特殊なものであった。アメリカ船が長崎に入港する際は、1795年に滅亡したオランダ(ネーデルラント連邦共和国)の国旗を掲げてオランダ船を装うよう、すでに雇い主を失っていたオランダ商館から要請された。日本に向けられたアメリカ船は次の通り[1][2] 。

1. 1797年、ウィリアム・ロバート・スチュアート船長のアメリカ船籍イライザ号が、長崎にて貿易。
2. 1798年、ウィリアム・ロバート・スチュアート船長のアメリカ船籍イライザ号が、長崎にて貿易。
3. 1799年、ジェームズ・デブロー船長のアメリカ船籍フランクリン号が、長崎にて貿易。
4. 1800年、ウィリアム・V・ハッチングス船長のアメリカ船籍マサチューセッツ号が、長崎にて貿易。
5. 1800年、ウィリアム・ロバート・スチュアート船長のアメリカ船籍エンペラー・オブ・ジャパン号が、長崎にて貿易。
6. 1801年、ミッシェル・ガードナー・ダービー船長のアメリカ船籍マーガレット号が、長崎にて貿易。
7. 1802年、ジョージ・スティルス船長のアメリカ船籍サミュエル・スミス号が、長崎にて貿易。
8. 1803年、ジェームズ・マクニール船長のアメリカ船籍レベッカ号が、長崎にて貿易。
9. 1803年、ウィリアム・ロバート・スチュアート船長のアメリカ船籍ナガサキ号が、長崎にて貿易。
10. 1806年、ヘンリー・リーラー船長のアメリカ船籍アメリカ号が、長崎にて貿易。
11. 1807年、ジョセフ・オカイン船長のアメリカ船籍エクリブス号が、長崎にて交流。
12. 1807年、ジョン・デビッドソン船長のアメリカ船籍マウント・バーノン号が、マカオにて貿易。
13. 1809年、ジェームズ・マクニール船長のアメリカ船籍レベッカ号が、マカオにて貿易。

- 1830年（天保元年）、日本が領有宣言をしていたものの無人島となっていた小笠原諸島の父島にナサニエル・セイヴァリーが上陸、入植[3]。
- 1832年（天保3年）、アンドリュー・ジャクソン大統領は、エドマンド・ロバーツ（Edmund Roberts）を特命使節としをアジアに派遣した。その際、「特に日本に関する情報を注意深く収集」し、さらには、「正式な使節は別に送るにしても、状況が許すならば信任状を提出しても良い」とも指示する[4]。
- 1835年（天保6年）、ロバーツは清、日本との交渉のために再びアジアに派遣された。この際に東インド艦隊 が結成される。しかしながら、ロバーツは中国で死亡し使命を果たせず。
- 1837年（天保8年）、広州在住のアメリカ商人チャールズ・キング（Charles W. King）は、商船モリソン号で音吉を含む漂流民を日本に送り届けるため浦賀に来航したが、異国船打払令に基づき日本側砲台が砲撃した（モリソン号事件）。この事件後、異国船打払令に対する批判が強まる。
- 1845年（弘化2年）、捕鯨船マンハッタン号（Manhattan）が、22人の日本人漂流民を救助し、マーケイター・クーパー船長は浦賀への入港を許可され、そこに4日間滞在し、浦賀奉行と対面した。クーパー船長は幕府から感謝され、充分な薪水や食料を与えられ、色々な贈り物も貰って浦賀を後にする。
- 1846年（弘化3年）閏5月 - アメリカ東インド艦隊司令官ジェームズ・ビドルが浦賀に来航し通商を求めたが拒否された。ビドルには、「辛抱強く、敵愾心や米国への不信感を煽ること無く」交渉することが求められていたため、数日の滞在でに浦賀から退去した。
- 1848年（嘉永元年）5月 - アメリカ捕鯨船、西蝦夷地に漂着（難破とも脱走とも）。幕府、乗員を長崎に護送する。
- 1849年（嘉永2年）3月 - 東インド艦隊司令官であるデビッド・ガイシンガーの命令によりジェームス・グリンを艦長とするアメリカ軍艦プレブル号が長崎に来航し、前年に漂着した捕鯨船の船員と、自らの意志で密入国していたラナルド・マクドナルドを受け取り退去する。
- 1849年（嘉永2年）6月 - アメリカ捕鯨船員の3名、樺太島に上陸する。
- 1851年（嘉永4年）1月 - 土佐漁民中濱万次郎ら、アメリカ船に送られて琉球に上陸する。

## 幕末

### 日米和親条約
1853年（嘉永6年）、東インド艦隊司令長官マシュー・ペリーは、米国大統領フィルモアの国書を幕府にもたらすために、軍艦4隻を率いて浦賀に来航した（黒船来航）。国書を受け取った幕府は、その回答を翌年に行うこととし、ペリーは一旦琉球へと去った。幕府はこれを朝廷に伝え、その後諸大名に国書を示し意見を問うた。当時、外交などに諸大名が口出しをすることはなく、異例のことである。幕府の困惑ぶりを示すものといえるが、かかる来航には何も予告が無かったわけではない。すでに前年の1852年（嘉永5年）にオランダ商館長クルチウスが東インド艦隊の来航を告げていた。幕府は、この告知を無視していた。
ペリーによる黒船の来航にあたり、「泰平の眠りを覚ます上喜撰　たつた四杯で夜も眠れず 」のような狂歌が流行る。
翌1854年（嘉永7年）1月16日、ペリーが再度7隻の軍艦を率い再び神奈川沖に来泊。2月10日には、林復斎らと交渉が開始された。幕府は漂流民保護・薪水食給与などを承認、通商については決し難き旨を回答した。3月3日、日米和親条約（神奈川条約）が締結され、日本は、下田・箱館の2港を開港した（1855年（安政2年）下田で条約批准）。

### 日米修好通商条約
1855年（安政2年）、幕府は朝廷に条約締結の事情（英・米・露国、各国との条約締結）を具陳する。先の条約の要綱どおり米国は、1856年（安政3年）10月21日に駐日総領事ハリスを下田に来航させる。27日にはハリスが下田奉行に対し、通商の自由・通貨交換比率の取り決めを要求する。之に対し翌年5月26日下田条約（日米条約）を締結する。その後、10月21日にはハリス、江戸城に登城し、将軍に米大統領ピアースの親書を提出することになる。之に対し登城反対の旨が諸大名などから老中に提出されたようだが結局登城となった。11月1日には、この親書・ハリスの口上書の写しを諸大名に示し、意見を求め、諸大名は意見を上申。12月2日、老中、ハリスを招き通商貿易と公使の江戸駐在を許可。11日には幕府全権の井上清直（下田奉行）、岩瀬忠震（目付）とハリスとの間で日米修好通商条約の交渉を開始することとなる。13日には幕府がこの条約を締結すべき旨を朝廷に伝える。1858年（安政5年）1月5日、幕府は勅許奏請のため、条約調印の60日延期をハリスに伝える。8日、堀田正睦勅許奏請のため京都に赴く（翌日参内）。3月20日、天皇は条約調印拒否の勅答を正睦に与える。その後、幕府は再び勅書を諸大名に示し、意見を聞く。6月19日、井上、岩瀬の両名は神奈川沖のポーハタン号でハリスと日米修好通商条約及び貿易章程に調印。これが（安政の五カ国条約）の最初となる。
12月30日、老中間部詮勝参内し条約調印了解の勅諚を受ける。そして1860年（安政7年）には二つの日本人グループがアメリカに上陸する。1月18日に、遣米特使外国奉行新見正興・村垣範正・目付小栗忠順らポーハタン号で出航。万延元年（1860年だが閏3月に改元された）閏3月28日、米大統領ブキャナンと会見。条約批准。それに先立つ1月13日に咸臨丸で軍艦奉行木村喜毅・軍艦操練所教授勝海舟らが米国に向かい2月26日にサンフランシスコ港に到着している。

## 戦前

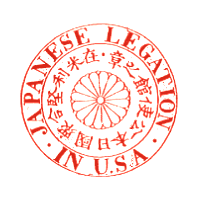
在アメリカ合衆国日本公使館の印（明治時代初期）

### 岩倉使節団
積極的に関係を結ぼうと、使者を送ってきたり軍艦を引き連れてきたりしていたアメリカであったが、日米修好通商条約の締結・批准後、下関戦争などの長州藩と四国艦隊（アメリカを含む）との攻防などはあったが、積極的な関係は一時途絶える。理由としては下記の二つが挙げられる。
1. アメリカ南北戦争（1861年～1865年）
2. 日本の明治維新（1868年）

しかし、この時期が過ぎ明治政府が成立すると、先の不平等条約を撤廃しようと日本側は動き始める。その第一陣的なものとなるのが、岩倉使節団である。岩倉使節団のメンバーは岩倉具視を特命全権大使，大久保利通・木戸孝允・伊藤博文・山口尚芳を副使とし，多数の随員・留学生が参加。1872年3月4日昼 (現地時間)、岩倉具視は米大統領グラントに謁見する。

### 条約改正問題
1878年（明治11年）には日米条約・協定を修正し日本の関税自主権を認める約書に調印、批准されるが、施行されなかった。1886年（明治19年）、外相の井上馨が各国公使と第一回条約改正会議を開くが、不調に終わった。1899年（明治32年）、日米通商航海条約が締結され、治外法権は撤廃された。1911年（明治44年）日米通商航海条約改正により関税自主権を回復し、不平等条約の撤廃に成功した。

### 日露戦争講和
1904年（明治37年）に日露戦争が勃発する。日本は遼陽会戦・奉天会戦で勝利し、日本海海戦でも勝利した。しかし日本の国力は限界に近づいており、日本は米大統領に日露講和の友誼的斡旋を希望した。これに応じた大統領セオドア・ルーズベルトは1905年（明治38年）6月9日に日露両国に講和を勧告し両国は休戦に応じた。そして講和会議をニューハンプシャー州のポーツマスで開きポーツマス条約を締結する。しかしこの条約には賠償金の規定がなく、戦争に勝ったと考えていた日本の一般国民には不満が多い内容であり、日本国内ではいたるところで暴動が起きた（日比谷焼き討ち事件など）。
一方で、ポーツマス条約の結果日本が管理権を得た東清鉄道の南満州部分について、エドワード・ヘンリー・ハリマンとの共同経営が約束されていたが（桂・ハリマン協定）、小村寿太郎外相の反対により日本が単独経営する南満州鉄道となった。 1909年（明治42年）12月にアメリカは鉄道中立化案を提案したが、翌年1月に日露両国が正式に反対し、提案は流れた。講和によって中国での権益を得ることを期待していたルーズベルトは、これ以降反日感情を強くした。またアメリカの国民の間からも人種差別的な黄禍論が急速に盛り上がり、のちの日米開戦へとつながっていくことになる。
日米関係の急速な悪化により、第二回日英同盟協約で日本との同盟を攻守同盟の性格に強化したばかりのイギリスは、日米戦争に巻き込まれることを畏れ始めた。
1908年（明治41年）10月には世界一周を行っていたアメリカ艦隊グレート・ホワイト・フリートが日本に寄港した。11月には高平・ルート協定が締結され、日本による満州・朝鮮支配と、アメリカによるフィリピン・ハワイ支配を相互に承認した。

### 第一次世界大戦からワシントン体制まで
1914年（大正3年）、日本は日英同盟によってドイツ帝国に宣戦布告する（第一次世界大戦）。翌年には中国に対し対華21ヶ条要求を提示する。これに対し、米国務長官ブライアンは要求の一部に不同意の覚書を日本側に手渡す。終戦間際の1918年（大正7年）にはアメリカが、ロシア革命によってシベリアに取り残されたチェコ軍団救援のためウラジオストクへの日米共同出兵を提議し、シベリア出兵がはじまった。しかし日米間の連絡はうまくいっておらず、同年11月にはアメリカより日本のシベリアへの出兵数・シベリア鉄道占領の件で抗議を受けた。
戦後1919年（大正8年）、アメリカ大統領ウィルソンが提唱した理念に基づいてパリ講和会議が開催される（日本全権は、西園寺公望・牧野伸顕ら）。同年2月には国際連盟規約委員会で日本代表は人種的差別撤廃提案を行い、半数を超える国の賛成を得るものの、ウィルソンが全会一致による採択を突然採用したため否決された。一方で5月には山東省のドイツ利権が日本に継承されることが了承され、また赤道以北旧ドイツ領南洋諸島の委任統治国を日本に決定された。
アメリカは日本を仮想敵国とみなすようになり、日本が得た山東省の利権に反対して、アメリカの上院はヴェルサイユ条約の批准を拒否した。そうしてイギリスを抱き込んで日英同盟を破棄させ、日本を追い込む戦略を開始した。
翌年、中国借款を日英米仏で成功させる。1921年（大正10年）にはワシントン会議が開かれ、日本・アメリカを含む九ヶ国が出席した。その中で、四カ国条約、九カ国条約などをそれぞれ締結した。その結果、1923年に日英同盟が解消された。
翌1924年7月1日にアメリカ合衆国で排日移民法が施行される。この頃から次第に、日本で反米感情が高まった。

### 世界恐慌から第二次世界大戦まで
1929年（昭和4年）10月、アメリカで世界恐慌が起こる。翌年には日本にも影響は波及し多大な影響を受け生糸などの価格が崩落した。この不況状態は1932年（昭和7年）ごろまで続く。1936年（昭和11年）に日本は第二次ロンドン海軍軍縮会議から脱退し、12月にワシントン海軍軍縮条約が失効したことで両国の軍縮協力関係は終わった。1937年（昭和12年）から始まった日中戦争はさらに日米関係を悪化させ、10月25日にはフランクリン・ルーズベルト大統領が防疫演説(en:Quarantine Speech)を行い、日本を侵略国であると批難した。また12月12日にアメリカの砲艦パナイ号が、長江を航行中に日本軍の爆撃によって沈没したことはアメリカの反日感情を大きく悪化させた（パナイ号事件）。1939年（昭和14年）7月26日にアメリカが日米通商航海条約の廃棄を通告し、1940年（昭和15年）1月26日に失効したことで日米関係は開国以来の「無条約時代」に突入した。7月22日に大本営政府連絡会議で「対米戦争」を考慮に入れた「世界情勢ノ推移ニ伴フ時局処理要綱」が採択された。9月にはドイツのポーランド侵攻により第二次世界大戦が勃発し、両国関係はいよいよ微妙となっていった。1940年（昭和15年）にはアメリカから密使が送られ「日米諒解案」の調整が始まった。しかしフランス領インドシナ北部への進駐（仏印進駐）や9月27日に締結された 日独伊三国同盟はアメリカをさらに刺激した。
1941年（昭和16年）2月から駐米大使として野村吉三郎が赴任し、日米関係の調整に入った。懸案となったのは日中戦争の和平問題、中国大陸からの撤兵問題、三国同盟問題、満州国問題などであったが、4月には日米諒解案に基づく合意が出来つつあった。しかし三国同盟の主唱者であった松岡洋右外相が反対して一旦交渉は白紙に戻った。その後交渉は再開されたが、南進論に基づく南部フランス領インドシナやオランダ領東インドへの進駐計画はさらにアメリカを刺激し、7月25日には在米日本資産の凍結、8月には「日本を含む全ての侵略国」 への石油禁輸に踏み切った。日本側は対米交渉の前途を危惧し、徐々に対米戦争準備を開始した。11月27日、コーデル・ハル国務長官から渡された案（いわゆるハル・ノート）を日本側は「最後通牒」として受け取り、対米戦を決意した。
12月8日、日本はハワイの真珠湾軍港を攻撃し（真珠湾攻撃）、アメリカ・イギリス・オランダに宣戦布告した。三国同盟を締結していたドイツやイタリアも追随してアメリカに宣戦、第二次世界大戦はアジア・太平洋地域を含む大規模なものとなった。当初、日本は勝ち進んでいたものの、圧倒的な工業力で軍艦や戦車を整えたアメリカは攻勢に出る。開戦翌年のミッドウェー海戦の敗退・ガダルカナル島の陥落と続き日本は圧倒的に不利な状態に陥っていく。そして1945年（昭和20年）8月6日、アメリカ軍による広島への原爆投下、8月9日の長崎への原爆投下を経て、ついに日本政府は8月14日ポツダム宣言の受諾を決定した。9月2日に降伏文書に署名し（日本の降伏）、戦争は終結した。

## 日系移民問題
1906年（明治39年）、サンフランシスコ市の学務局が、日本人学童の隔離を命令した。これは排日移民行動なるものの皮切りと言われる。この行動には当時のセオドア・ルーズベルト大統領による異例の介入があった。